# Stiller (Roman)

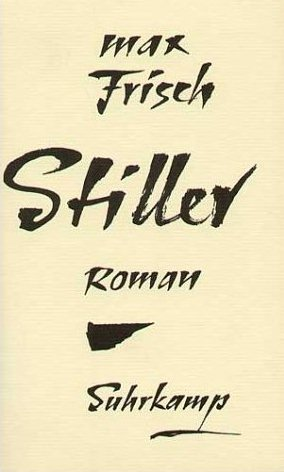
Schutzumschlag der Erstausgabe des Romans 1954

Stiller ist ein Roman des Schweizer Schriftstellers Max Frisch, der im Jahr 1954 veröffentlicht wurde. Der Ich-Erzähler, der sich White nennt, wird verhaftet, weil man in ihm den verschollenen Bildhauer Anatol Stiller wiederzuerkennen glaubt. Im Gefängnis versucht White in Tagebüchern zu beweisen, dass er nicht Stiller ist. Seinem Wärter erzählt er abenteuerliche Geschichten, in denen er sich mehrfachen Mordes bezichtigt. Die Balletttänzerin Julika, die eine schwierige Ehe mit Stiller geführt hat, wird zu seiner Gefährtin, der Staatsanwalt Rolf, mit dessen Ehefrau Stiller eine Affäre gehabt hat, zu seinem Freund.
Themen des Romans sind die Frage nach Fremdbild und Identität, die Unzulänglichkeit der Sprache für die Wirklichkeit, das in zwei Ehen durchgespielte Verhältnis von Mann und Frau sowie die Kritik an der Schweiz. Formal ungewöhnlich sind die Tagebuchform und zahlreiche in den Roman eingebettete Geschichten, die als Parabeln gelesen und tiefenpsychologisch gedeutet werden können. In Zitaten nimmt Frisch Bezug auf Einflüsse aus Kultur und Literatur sowie auf seine Reiseerfahrungen in Mexiko und den USA.
Stiller verhalf dem Autor zu seinem literarischen Durchbruch. Der Roman wurde in der Literaturkritik begeistert aufgenommen und entwickelte sich zu einem Bestseller. In der Folge gab Frisch seinen Beruf als Architekt auf und widmete sich ganz der Tätigkeit als Schriftsteller.

## Inhalt

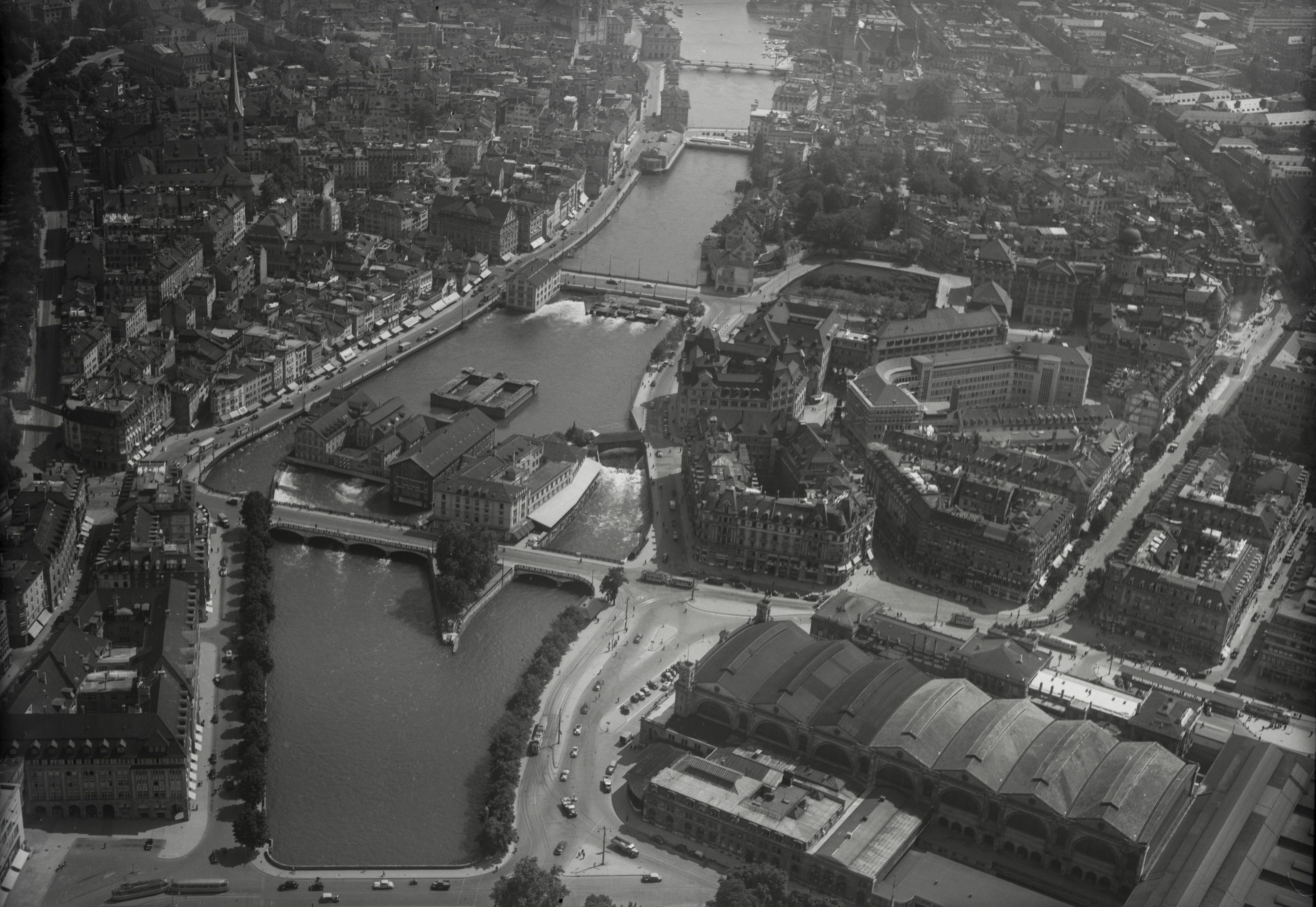
Zürich Hauptbahnhof, 1948

„Ich bin nicht Stiller!“ Mit diesen Worten wehrt sich der Ich-Erzähler, der einen amerikanischen Pass auf den Namen James Larkin White besitzt, gegen seine Festnahme bei der Einreise in die Schweiz. Dort hält man ihn für den verschollenen Schweizer Bildhauer Anatol Ludwig Stiller, eine Identität, die White beharrlich leugnet. Obwohl ihn Bekannte und Freunde als ebendiesen Stiller identifizieren, reagiert er auf sie wie ein Fremder, der nie etwas von dem berühmten Bildhauer gehört haben will. Was Stiller zur Last gelegt wird, bleibt nebulös. Schon sein Untertauchen weckt Spekulationen über eine mögliche Spionagetätigkeit. Whites konsequente Weigerung, der in ihm erkannte Stiller zu sein, schürt den Verdacht weiter, ebenso wie seine leidenschaftlich vorgetragene Kritik an der Schweiz. So bleibt White vorerst in Untersuchungshaft in einem Zürcher Gefängnis, wo nur sein Wärter Knobel ihn als den vielgereisten Weltenbummler zu akzeptieren bereit ist, als der White sich ausgibt. Begierig lauscht der Wärter Whites Anekdoten, wilden Abenteuergeschichten aus Mexiko und den USA, die immer bunter und widersprüchlicher werden und mehrere Morde enthalten, die der Häftling in Übersee begangen haben will. Auch seine Ehefrau will White ermordet haben, wobei er einschränkt, dass es auch Morde der Seele gebe, die der Polizei verborgen blieben.
Stillers Ehefrau Julika Stiller-Tschudy, eine ehemalige Balletttänzerin, die nun eine Tanzschule betreibt, reist aus Paris an, und auch sie erkennt in dem Gefangenen ihren Ehemann wieder. Aus ihrer Warte erfährt er von der schwierigen Beziehung Stillers zu Julika; zwei Menschen, die eher durch ihre Ängste, anderen Partnern nicht genügen zu können, aneinander gefesselt schienen als durch die offene Bereitschaft, den jeweils anderen anzunehmen und zu lieben. Für die Ursache aller Probleme hält Stiller sein Versagen im Spanischen Bürgerkrieg, in dem er weniger aus politischem Idealismus als aus Lebensüberdruss den Internationalen Brigaden beitrat, um bei der ersten Bewährungsprobe seine Unfähigkeit für den bewaffneten Kampf zu beweisen. Je länger die Ehe zwischen Julika und Stiller andauerte, umso mehr litt sie unter seiner Egozentrik und er unter ihrer Gefühlskälte. Schließlich musste Julika ihr geliebtes Ballett wegen einer Tuberkuloseerkrankung aufgeben und sich zur Kur nach Davos zurückziehen, während Stiller, der sich von seiner Frau permanent ins Unrecht gesetzt fühlte, in eine Affäre flüchtete. Als diese zerbrach, verließ Stiller auch seine kranke Ehefrau und blieb von da an verschollen.
White kann nach Julikas Erzählung diesen Stiller so wenig verstehen wie ihr gesamtes Umfeld. Und wie einst Stiller fühlt er sich von der schönen, distanzierten Julika angezogen. Auf Freigängen versucht er ihr als ein Fremder und nicht als ihr wieder aufgetauchter Ehemann näherzukommen, wird von ihr jedoch so wie von allen anderen auf die Identität Stillers zurückgewiesen. Auch sein Anwalt, der brave Dr. Bohnenblust, versucht ihm mit allen Mitteln zu beweisen, dass er der ist, der er nicht sein will. In dieser Situation wird ausgerechnet der Staatsanwalt zu seinem engsten Vertrauten und bald schon zu seinem Freund Rolf. Es stellt sich heraus, dass auch Rolf mit Stillers früherer Existenz verknüpft ist, denn seine Frau Sibylle war es, mit der Stiller eine Affäre hatte, woran die junge Ehe beinahe zerbrach. Rolf, der sich stets als toleranten Menschen gesehen hatte, versuchte sich auch seiner Frau gegenüber tolerant zu verhalten und trieb sie genau durch seine scheinbare Ungerührtheit immer tiefer in die Arme Stillers. Dieser scheute aus Schuldgefühlen seiner kranken Frau gegenüber die letzte Konsequenz, die in den Tagträumen Sibylles und Stillers eine gemeinsame Reise nach Paris bedeutet hätte. Erst als er ohnehin beruflich in die französische Hauptstadt musste und somit Julika ein unantastbares Alibi vorweisen konnte, war Stiller zu der Reise bereit, die nun Sibylle verweigerte. Sie zog sich von beiden Männern zurück, versuchte einige Monate lang in den USA Abstand zu gewinnen und kehrte am Ende zu ihrem Ehemann Rolf zurück.
Dr. Bohnenblust plant, seinen Mandanten mit einem Lokaltermin in Stillers Atelier zum „Geständnis“ zu verleiten, Stiller zu sein, auch im Sinne der armen Julika, für die der Anwalt wiederholt gegen seinen Mandanten Partei ergreift. Er bietet sogar Stillers gebrechlichen Vater auf, um seinen Mandanten aus der Reserve zu locken. Dies gelingt jedoch nur insofern, als dieser in einem Tobsuchtsanfall das Atelier samt Stillers alten Kunstwerken verwüstet. Zum Auslöser für seine Raserei wird Julikas verweigerte Antwort auf seine Frage, ob sie ihn liebe. Durch ihre Teilnahme an der Farce seines Anwalts fühlt er sich von ihr verraten. Zurück im Gefängnis offenbart Stiller zum ersten Mal seine Geschichte: Nach der gescheiterten Affäre mit Sibylle und seinem Bruch mit Julika reiste er als blinder Passagier nach Amerika und versuchte sich das Leben zu nehmen, doch überlebte er den Streifschuss. Nach der Nahtoderfahrung entschied er sich für ein neues Leben. Doch bei der Gerichtsverhandlung sind die Fakten eindeutig: Stiller wird wieder zu seinem alten Leben verurteilt, nämlich dazu, Stiller zu sein.

Glion, 1949

Im Nachwort berichtet Rolf, der Staatsanwalt, von Stillers weiterem Lebensweg. Nach dem Prozess lässt er sich mit Julika in einem heruntergekommenen Chalet in Glion in der Nähe des Genfersees nieder, wo Stiller die Töpferei entdeckt und Julika als Lehrerin für rhythmische Gymnastik arbeitet. Dort besucht ihn Rolf zweimal. Während des ersten Besuches bemerkt er, dass es in Stillers Ehe weiterhin kriselt. Julika teilt ihm unter dem Mantel der Verschwiegenheit mit, ihre Krankheit sei erneut ausgebrochen und sie müsse so schnell wie möglich operiert werden, während Stiller die vermeintliche Gesundheit Julikas rühmt. Lange ist im Briefwechsel nicht von der Operation die Rede, doch als Rolf und Sibylle das Ehepaar Stiller an Ostern besuchen wollen, ist Julika gerade ein Teil der Lunge entfernt worden und Stiller außer sich vor Angst. In einer langen Nacht redet er mit Rolf über seine verzweifelte Beziehung zu Julika, die nie in der Lage war, seine Liebe zu erwidern. Er wirft sich vor, Julika kaputt gemacht zu haben, und fürchtet, sie wolle sterben. Am Morgen ist er nicht in der Lage, seine Frau im Krankenhaus zu besuchen. Als Rolf und Sibylle diese Aufgabe übernehmen, ist Julika bereits gestorben. Auf ihrem toten Antlitz erkennt Rolf Stillers Beschreibung wieder, und in ihm erwacht die Vermutung, Stiller habe Julika stets nur als Tote gesehen. Stiller nimmt die Nachricht äußerlich gefasst entgegen. Er meldet sich nach Julikas Begräbnis nur noch selten bei Rolf und lebt fortan alleine in Glion.

## Form und Erzählperspektive
Der Roman Stiller besteht aus zwei – unterschiedlich umfangreichen – Teilen. Der erste Teil, betitelt Stillers Aufzeichnungen im Gefängnis, gliedert sich in sieben Hefte. Verfasser ist der Ich-Erzähler, der sich White nennt und im Gefängnis Tagebuch führt. Der zweite Teil besteht aus dem Nachwort des Staatsanwaltes. Hierin berichtet Rolf über das weitere Schicksal Stillers nach dessen Entlassung aus dem Gefängnis. Durch die Bezugnahme auf die Tagebuchhefte, die Stiller ihm im Winter vor Julikas Tod zugesandt habe, wird der Eindruck erweckt, der Staatsanwalt fungiere als Herausgeber von Stillers Aufzeichnungen.
Die Ich-Erzählung ist Frischs bevorzugte Erzählform, die er immer wieder zu Tagebuchromanen oder tagebuchartigen Romanen zugespitzt hat. In Stiller liegt der Tagebuchform ein Missverständnis zugrunde: Der Verteidiger gibt seinem Mandanten den Auftrag, sein Leben aufzuschreiben, doch dieser verfasst keine Memoiren, sondern ein Tagebuch, das üblicherweise dazu dient, aktuelle Ereignisse und Gedanken niederzuschreiben, also Zeugnis über den Verfasser zum Zeitpunkt der Niederschrift abzulegen. Dies ist ein erstes Anzeichen dafür, dass das Tagebuch-Ich über keine Vergangenheit verfügt, die es berichten kann.
Victor Lindblom unterteilt das mimetisch unzuverlässige Erzählen des Protagonisten in eine Stiller-Fiktion und eine White-Fiktion. Die beiden fiktiven Welten teilen sich manche fiktionalen Wahrheiten, andere hingegen widersprechen einander (etwa der Name des Protagonisten). Frisch gestalte die Stiller-Fiktion für den Leser wesentlich glaubwürdiger als die White-Fiktion, letztere lasse er aber als Möglichkeit offen, etwa als in der Episode beim Zahnarzt Whites Zahnschema nicht zu Stillers Röntgenbild passt. Damit könne der Leser jeden Satz des Romans aus mindestens zwei Perspektiven lesen. Im Unterschied zu den meisten Interpreten, die völlig die Stiller-Perspektive übernehmen, nach der White letztlich mit Stiller identisch ist, interpretiert Lindblom den Roman auch aus der White-Perspektive, also eines Menschen, der zu Unrecht mit dem verschollenen Stiller gleichgesetzt wird, aber am Ende resigniert das fremde Leben weiterleben und Stillers Fehler wiederholen muss.
Daniel Rothenbühler spaltet das Erzähler-Ich in das vorgespielte (fingierte) Ich Whites und das verdeckte (latente) Ich Stillers auf. White (der in dieser Form erst seit zwei Jahren, nämlich seit dem Selbstmordversuch Stillers, existiert) ist nicht in der Lage, sein Leben aufzuschreiben. Das fingierte Ich kann über das latente Ich nur in der Er-Form berichten. Zwar identifiziert der Leser bald den Ich-Erzähler und die Titelfigur miteinander, aber die grammatikalische Person stimmt nicht mit der tatsächlichen Person überein. Im Tagebuch schreibt nie ein Stiller über sich selbst, so dass laut Paola Albarella in Stillers Aufzeichnungen nur Stillers Schweigen erzählt wird – als Widerstand dagegen, sich selbst zu erzählen. Zu einer Verschränkung der beiden Ichs kommt es in den späteren Aufzeichnungen, insbesondere im siebten Heft beim Bericht über Stillers Selbstmordversuch, der logisch vor der Entstehung des Tagebuch-Ichs liegt. Horst Steinmetz erkennt hier eine wieder einsetzende Beziehung des Verurteilten zu seiner Stiller-Identität.
Die sieben Hefte Stillers gliedern sich folgendermaßen:
- Im ersten, dritten, fünften und siebten Heft berichtet Stiller tagebuchartig, was er während seiner Gefangenschaft erlebt und welche Gedanken er sich macht.
- Das zweite, vierte und sechste Heft geben protokollartig wieder, was Julika, Rolf und Sibylle ihm erzählt haben.

Als Resultat entsteht eine Polyperspektive – also die Häufung von Perspektiven, in denen bestimmte Episoden erzählt werden. So wird Stillers Liebschaft mit Sibylle aus der Sicht Julikas, Rolfs und Sibylles dargestellt. Zudem werden dem Leser alle Sichtweisen über den Umweg des Protokollanten berichtet, von dem der Leser weiß, dass er die Begebenheiten selbst erlebt hat und also noch einmal eine eigene Perspektive auf sie hat. Im Nachwort des Staatsanwaltes ist ein peripheres Ich die Erzählinstanz; Rolf steht nur am Rande dessen, was er berichtet.
Das Nachwort wurde vielfach kritisiert, so prominent von Friedrich Dürrenmatt, der bedauerte, dass Frisch die „Form eines fingierten Tagebuchs einer fingierten Persönlichkeit“ am Ende durch das Nachwort widerlege und sie damit aufhebe. Horst Steinmetz widerspricht, da das Nachwort formal mit dem zweiten, vierten und sechsten Heft übereinstimme und die Aufzeichnungen gewissermaßen als achtes Heft zu Ende führe. Nach der Verurteilung und damit der erzwungenen Annahme der Stiller-Rolle könne sich das Tagebuch-Ich nicht länger ausdrücken. Sein Verstummen werde jedoch erst dann erfahrbar, wenn an seiner Stelle ein anderer, nämlich sein Freund und Staatsanwalt, über Stiller und sein weiteres Leben spreche.

## Chronologie des Romans
Die Aufzeichnungen Stillers im Gefängnis umfassen eine Zeitspanne von rund zehn Wochen im Herbst 1952, das Nachwort des Staatsanwaltes berichtet von den darauf folgenden zweieinhalb Jahren bis zu Julikas Tod an Ostern 1955. Auffällig ist hierbei der unterschiedliche Maßstab, mit dem erzählt wird: Stiller erzählt stark vergrößernd, sozusagen in Zeitlupe, während Rolf in Zeitraffer erzählt. Dies rührt daher, dass der erste Teil als Tagebuch angelegt ist, das die Innensicht des Betroffenen (Stiller/White) wiedergibt, während der zweite Teil von außen erzählt wird: Der Staatsanwalt berichtet über andere Personen. Frisch lenkt also die Aufmerksamkeit auf das, was Stiller/White über sich selbst zu sagen hat.
Innerhalb des Romans lassen sich folgende Zeit- und Handlungseinheiten rekonstruieren:
vor 1945: Vorgeschichte und Ehe mit Julika
- 1936: Stiller als Freiwilliger im Spanischen Bürgerkrieg
- 1937: erste Begegnung mit Julika
- 1938: Heirat von Stiller und Julika

1945: Hauptgeschichte: Ehekrise
- Sommer 1945: Julika in Davos; Liebschaft Stillers mit Sibylle
- August 1945: erster Besuch Stillers in Davos
- September 1945: Rolf wird Staatsanwalt; Sibylle lässt Stillers Kind abtreiben
- November 1945: Stiller trennt sich von Julika und Sibylle
- Dezember 1945: Sibylle reist in die USA

1946–1952: Stiller in Amerika
- Anfang 1946: Stiller in New York
- 1946–1952: Stiller lebt in den USA und in Mexiko
- 18. Januar 1946: Smyrnow-Affäre
- 1950: Selbstmordversuch Stillers in Mexiko

1952: Hauptgeschichte: Gefängnis
- Herbst 1952: Verhaftung und Untersuchungshaft Stillers

1952–1955: Nach dem Urteil
- Winter 1952/53: Stiller und Julika in Territet
- Februar 1953: Besuch Rolfs und Sibylles in Territet
- Sommer 1953: Umzug ins Chalet in Glion
- Oktober 1954: Besuch Rolfs in Glion
- [Herbst 1954: Publikation des Stiller]
- Winter 54/55: Stiller sendet Rolf seine Aufzeichnungen
- März 1955: Operation Julikas; Besuch Rolfs und Sibylles in Glion
- Ostermontag: Tod Julikas
- nach dem Frühjahr 1955: Niederschrift des Nachworts

## Interpretation

### Eheroman
In der zeitgenössischen Kritik wurde Stiller häufig unter dem Blickpunkt eines Eheromans verstanden. So wertete Kurt Lothar Tank im Sonntagsblatt: „Vom Stoff her gesehen ist Stiller ein in kultivierten Kreisen spielender Eheroman unserer Zeit.“ Im Mittelpunkt der Handlung stehen vier Personen und ihre Beziehungen zueinander. Dabei wird die Haupthandlung, die Beziehung zwischen Stiller und Julika, durch ein zweites Paar kontrastiert, den Staatsanwalt Rolf und Sibylle. Dieses bildet quasi den Hintergrund von „Normalität und Durchschnittlichkeit“, gegenüber dem sich Stiller und Julika abheben können. Der Konflikt in der Beziehung zwischen Rolf und Sibylle entspringt einem unterschiedlichen Verständnis von der Wichtigkeit von Monogamie und ehelicher Treue. Während es zuerst der Mann ist, der sich außereheliche Freiheiten nimmt, setzt die Krise der Ehe zu dem Zeitpunkt ein, als auch die Frau eine Affäre mit einem „Maskenball-Pierrot“ beginnt, der sich als Stiller entpuppt. Zu Anfang glaubt Rolf, dem noch mit großzügiger Haltung begegnen zu können, doch erkennt er schließlich seinen Irrtum und übernimmt Sibylles Auffassung von Ausschließlichkeit, was ihre Ehe retten kann.
Die Beziehung zwischen Stiller und Julika ist komplizierter, weil beide kompliziertere Menschen sind. Stillers Selbstbild ist – nicht nur in der Episode im Spanischen Bürgerkrieg – das von Angst und Versagen. Er kommt mit sich nicht ins Reine, kann sich selbst nicht annehmen. Julika hingegen zeichnet sich – bei aller oberflächlicher Schönheit – durch Gefühlskälte aus. Jürgen H. Petersen beschreibt: „Was sie will, das ist – paradox formuliert –, daß Stiller nichts von ihr will.“ Warum er sie dennoch erwählt, offenbart Stiller in einem letzten Streitgespräch: „ich war verliebt in deine Spröde, in deine Zerbrechlichkeit, in deine Stummheit, die es mir zur Aufgabe machte, dich zu deuten und auszusprechen. Was für eine Aufgabe! […] Ich machte dich zu meiner Bewährungsprobe. Und darum konnte ich dich auch nicht verlassen. Dich zum Blühen zu bringen, eine Aufgabe, die niemand sonst übernommen hatte, das war mein schlichter Wahnsinn.“ Diese Konstellation muss zum beiderseitigen Unglück führen, weil Stiller seine Gefühle nicht leben kann und Julika sich ständig seiner Gefühle erwehren muss.
Jürgen H. Petersen nennt die Beziehung zwischen Stiller und Julika „eine ausweglose Beziehung im doppelten Sinn des Wortes“. Sie ist ausweglos, weil beide ihr nicht entfliehen können, nicht mal Stiller in seiner gewandelten Identität als White, und sie ist ausweglos, weil sie nicht gelingen kann. Man kann dafür einen Begriff wie Schicksal gebrauchen, man kann es auch mit dem „Geworfensein“ bzw. der „Geworfenheit“ der Existenzphilosophie vergleichen, der Situation einer menschlichen Unentrinnbarkeit. So spricht es auch White-Stiller zweimal aus: „Frau Julika Stiller-Tschudy ist ja doch meine einzige Hoffnung.“ und „Du bist nämlich meine einzige Hoffnung, Julika, und das ist das Schreckliche.“ Ob Stiller nach ihrem Tod ganz bei sich selbst ankommen wird, ohne einen Halt und eine Stütze von Außen zu benötigen, deutet der letzte Satz zumindest an: „Stiller blieb in Glion und lebte allein.“
Was die Gattung des Eheromans angeht, schränkt Hans Mayer allerdings ein: „Ein Eheroman im herkömmlichen Sinne ist ‚Stiller‘ also durchaus nicht. Auch kein psychologischer Roman.“ Vielmehr versteht er Stiller „als leicht parodistisches Spiel mit der Gattung Eheroman im Zeitalter der Reproduktion“. Dabei verweist er auf den romanimmanenten Bezug auf Eheromane des 19. Jahrhunderts: „Mein Freund und Staatsanwalt fragt, ob ich Anna Karenina kenne. Dann: ob ich Effi Briest kenne. Endlich: ob ich mir nicht ein anderes Verhalten, als es in diesen Meisterwerken geschildert wird, seitens des verlassenen Ehemannes vorstellen könnte. Ein großzügigeres meint er – und kommt ins Erzählen…“ Frisch lege hier seinen eigenen Kunstgriff als Nachfolger großer Erzähler offen: er bediene sich selbst eines literarischen Topos und verwandele die Beziehungen seiner Figuren in ein Klischee. Die Ehen imitieren bloß noch bekannte literarische Vorbilder: „Ehekrisen als nachgelebte Literatur. Der Wiederholungszwang als Stillers große Angst.“

### Bildnis und Identität
In seinem Tagebuch 1946–1949 formulierte Frisch einen zentralen Gedanken, der sein Werk durchzieht: „Du sollst dir kein Bildnis machen, heißt es, von Gott. Es dürfte auch in diesem Sinne gelten: Gott als das Lebendige in jedem Menschen, das, was nicht erfaßbar ist. Es ist eine Versündigung, die wir, so wie sie an uns begangen wird, fast ohne Unterlaß wieder begehen – Ausgenommen wenn wir lieben.“ Frisch bezog das biblische Gebot auf das Verhältnis der Menschen untereinander. Nur in der Liebe sei der Mensch bereit, sein Gegenüber mit all seiner Wandelbarkeit, den ihm innewohnenden Möglichkeiten anzunehmen. Ohne Liebe banne der Mensch sein Gegenüber und die gesamte Welt in vorgefertigte Bilder. Ein zum Klischee erstarrtes Bild werde zur Versündigung des Menschen gegen sich selbst und gegen die anderen.
Im Stiller wird an zwei Stellen konkret Bezug auf das Bildnisverbot genommen: Zuerst vom „Sanatoriums-Veteranen“ gegenüber Julika, später von dieser gegenüber Stiller: „Du hast dir nun einmal ein Bildnis von mir gemacht, das merke ich schon, ein fertiges und endgültiges Bildnis, und damit Schluß. Anders als so, ich spüre es ja, willst du mich einfach nicht mehr sehen. […] nicht umsonst heißt es in den Geboten: du sollst dir kein Bildnis machen! Jedes Bildnis ist eine Sünde. Es ist genau das Gegenteil von Liebe. […] Wenn man einen Menschen liebt, so läßt man ihm doch jede Möglichkeit offen und ist trotz allen Erinnerungen einfach bereit, zu staunen, immer wieder zu staunen, wie anders er ist, wie verschiedenartig und nicht einfach so, nicht ein fertiges Bildnis, wie du es dir da machst von deiner Julika.“
In diesem Zusammenhang ist auch Stillers Beruf von Bedeutung: Er ist Bildhauer, der, statt erfüllt zu leben, das Leben in Kunst verwandelt. Aus seiner Frau Julika, die für ihn das Leben ist, macht er, wie sie ihm vorwirft, bloß eine Vase und verhält sich dabei wie Pygmalion. Walter Schmitz nennt das Bildnis in diesem Zusammenhang „eine radikal negative Metamorphose der Bildung“, der Bildhauer verfestige lediglich Bildnisse, statt Vorbilder für die Persönlichkeitsentwicklung des Menschen (etwa im Sinne Goethes) zu schaffen. Auch Stillers wiederholter Selbstvorwurf, seine Gattin ermordet zu haben, lässt sich auf die Bildnisproblematik übertragen: Durch sein fertiges Bildnis zerstört er den lebenden Menschen, was am Schluss auch der Staatsanwalt erkennt, als er an Julikas Totenbett Stillers Beschreibung von ihr rezitiert: „Genau so lag sie auf dem Totenbett, und ich hatte plötzlich das ungeheure Gefühl, Stiller hätte sie von allem Anfang nur als Tote gesehen, zum ersten Mal auch das tiefe, unbedingte, von keinem menschlichen Wort zu tilgende Bewußtsein seiner Versündigung.“
Indirekt lässt sich die Bildnisproblematik aber auch auf Stiller selbst anwenden, nämlich auf die Frage, wer er eigentlich sei, wie stark er sich überfordere, sein Leben verfehle und wie es ihm am Ende doch gelingen könne, sich anzunehmen als der, der er ist. Für Frisch besitzt jeder Mensch seine einzigartige Individualität, die ihre Berechtigung aus sich selbst beziehe und verwirklicht werden müsse. In Mein Name sei Gantenbein spricht er aus: Es „vollzieht sich das menschliche Leben oder verfehlt sich am einzelnen Ich, nirgends sonst.“ Im Tagebuch 1946–1949 stellt er den Prozess der Selbstannahme und der folgenden Selbstverwirklichung als einen Akt der Freiheit, der Wahlmöglichkeit dar: „Die Würde des Menschen, scheint mir, besteht in der Wahl.“ Dabei sei die Selbstwahl kein einmaliger Akt, sondern das wahre Ich müsse hinter den Bildnissen immer wieder neu erkannt und gewählt werden. Eine misslungene Selbstwahl führe zu einer Entfremdung des Menschen von sich selbst und von der Welt. In Stiller formuliert Frisch als Kriterium eines wirklichen Lebens, „daß einer mit sich selbst identisch wird. Andernfalls ist er nie gewesen!“
„Ich bin nicht Stiller!“ Für Hans Jürg Lüthi ist dieser verzweifelte Ausruf „Ausdruck der äußersten Entfremdung eines Menschen von sich selbst und von der Welt“. Stillers Gespaltenheit entstammt einer Identitätskrise. Doch wie kann Stiller mit sich selbst identisch werden, ohne dass sich die Identität zu einem Bildnis verfestigt und dann erstarrt? Einer der Schlüsselsätze im Roman, den Frisch später in Montauk erneut zitiert, lautet: „Meine Angst: die Wiederholung –!“ Stiller führt aus: „alles hängt davon ab, ob es gelingt, sein Leben nicht außerhalb der Wiederholung zu erwarten, sondern die Wiederholung, die ausweglose, aus freiem Willen (trotz Zwang) zu seinem Leben zu machen, indem man anerkennt: Das bin ich!“ Doch der geringste Impuls genüge, „und alles in mir ist Flucht, Flucht ohne Hoffnung, irgendwohin zu kommen, lediglich aus Angst vor Wiederholung –“. Für Jürgen H. Petersen ist dieser Widerspruch unauflösbar.
Hans Jürg Lüthi sieht Stiller im Nachwort zumindest teilweise gewandelt: Seine Befreiung vom eigenen Bildnis zeige sich, indem er die anderen nicht mehr von sich überzeugen müsse und er in den Grenzen der Wirklichkeit leben könne. White hat Stillers Atelier zerstört, im Weiteren begnügt sich dieser mit praktischer Töpferei. Sein Werk ist nicht mehr auf sich selbst bezogen, sondern ein von ihm entfernter Gegenstand, seine Umgebung ist nicht länger Projektion, sondern wirkliche Welt. Doch ein Neubeginn in seiner Ehe mit Julika bleibt unmöglich, ihre Zerstörung ist nicht wieder rückgängig zu machen. Stiller gelingt die Befreiung vom Bildnis und die Annahme seiner selbst in seiner Unbedeutendheit, aber er versagt vor der Aufgabe, sein Ich in der Beziehung zu Julika zu verwirklichen.

### Sprache und Unsagbares
Nicht nur die Bildkritik durchzieht das Werk von Max Frisch; das Gleiche gilt für die Sprachkritik. Laut Arthur Zimmermann schreibt Frisch „als ein Autor, der am Schreiben grundsätzlich zweifelt und dies in jedem Augenblick zum Ausdruck bringen will“. Die Sprache ist für ihn ein Abstraktionsmittel, das Distanz zum Lebendigen schafft und letztlich zu dessen Versteinerung führt. White ist es, der in Stiller ausspricht: „Man kann alles erzählen, nur nicht sein wirkliches Leben; – diese Unmöglichkeit ist es, was uns verurteilt zu bleiben, wie unsere Gefährten uns sehen und spiegeln, sie, die vorgeben, mich zu kennen, sie, die sich als meine Freunde bezeichnen und nimmer gestatten, daß ich mich wandle, und jedes Wunder (was ich nicht erzählen kann, das Unaussprechliche, was ich nicht beweisen kann) zuschanden machen – nur um sagen zu können: ‚Ich kenne dich.‘“ Eine Folge aus dieser Sprachkritik ist Frischs Weigerung, Erzähltes unverändert stehenzulassen. Seine Geschichten sind immer nur vorläufig bis zur nächsten ironischen Aufhebung.
Im Tagebuch 1946–1949 führte Frisch aus: „Was wichtig ist: das Unsagbare, das Weiße zwischen den Worten, und immer reden diese Worte von Nebensachen, die wir eigentlich nicht meinen. Unser Anliegen, das eigentliche, läßt sich bestenfalls umschreiben, und das heißt ganz wörtlich: man schreibt darum herum. Man umstellt es. Man gibt Aussagen, die nie unser eigentliches Erlebnis enthalten, das unsagbar bleibt; […] und das eigentliche, das Unsagbare erscheint bestenfalls als Spannung zwischen diesen Aussagen.“ So sieht Werner Stauffacher auch Whites Tagebücher in Stiller als vergebliche „Versuche, die Wirklichkeit durch Worte zu erfassen.“ Dies erkennt auch White selbst, als er ausruft: „ich habe keine Sprache für meine Wirklichkeit!“
Bereits im Tagebuch 1946–1949 findet sich die Analogie zur Bildhauerei: „Wie ein Bildhauer, wenn er den Meißel führt, arbeitet die Sprache, indem sie die Leere, das Sagbare, vorantreibt gegen das Geheimnis, gegen das Lebendige. Immer besteht die Gefahr, daß man das Geheimnis zerschlägt, und ebenso die andere Gefahr, daß man vorzeitig aufhört, […] daß man nicht vordringt zu seiner letzten Oberfläche.“ Laut Stauffacher scheitert der Bildhauer Stiller daran, Positivformen des Geheimnisses zu schaffen, und flieht vor diesem Scheitern. Bei der Rückkehr erkennt er als White seine Fehlschläge und zerstört diese. So hofft er, das Geheimnis des Lebendigen wieder freizulegen. Dabei setzt er die Zerstörung der Formen gleich mit der Auslöschung der Bilder, in die ihn seine Umwelt bannen will. Am Schluss wird der Bildhauer zum Keramiker, erschafft nur noch Hohlformen, die das Geheimnis nicht einfangen werden. Er hat resigniert, sein künstlerischer Anspruch ist verschwunden.

### Geschichten im Roman
Eine der unterschiedlichen Stilebenen, mit dem sich Frisch im Roman dem Unsagbaren nähert, sind eingebettete Geschichten, häufig Abenteuererzählungen, die den Leser laut Werner Stauffacher mit ihrer Spannung mitreißen, so dass er beinahe den Roman vergisst, bis er wieder aus ihnen erwacht und erkennt, dass sie ebenfalls dazu dienen, das Unsagbare auszudrücken. Für Franziska Schößler und Eva Schwab sind es „kompensatorische Fluchtphantasien“, „Männerphantasien“, in denen Stiller seine Sehnsucht nach Abenteuer, Exotik und Ekstase ausdrückt und sich zu dem Mann stilisiert, der er gerne sein würde, ein Revolverheld voller Tatkraft und Rauflust, der eine „schöne Wilde“ rettet und erobert. Laut Michael Butler will Stiller in diesen Geschichten seine einzigartige Existenz indirekt und probeweise ausdrücken. Er versucht, die Vision eines neuen Selbst gegenüber dem Fremdbild der Gesellschaft zu bewahren. Jede einzelne Geschichte ist nur eine Teilantwort auf die Frage nach dem wahren Stiller, würde ihn für sich genommen wieder auf ein Bildnis festlegen. Erst alle Geschichten zusammen zeigen die Vielzahl der erträumten oder verwirklichten Möglichkeiten und nähern sich damit der Wahrheit über seine Person. Drei ausführliche Geschichten stehen besonders hervor und lassen sich als Parabeln lesen: die Geschichte von Isidor, das Märchen von Rip van Winkle und die Höhlengeschichte. Ihrer Gattung nach sind sie aber eher eine Anekdote (Isidor), ein Märchen (Rip van Winkle), eine Abenteuererzählung (Höhlengeschichte) oder eine Fabel (Little Grey).
Die Geschichte des Apothekers Isidor erzählt White doppelt, erst in Vorbereitung der Begegnung mit Julika, dann ihr selbst in einer veränderten Fassung. Isidor ist ein achtbarer Kleinbürger, verheiratet und hat fünf Kinder. Sein Leben wäre in „bester Ordnung“, wenn seine Frau nicht zu Nörgelei neigte. Diese treibt ihn eines Tages zum Ausbruch aus der Ehe. Isidor geht in die Fremdenlegion, die „einen Mann aus ihm machen“ soll. Als er nach sieben Jahren wiederkehrt und seine Frau erneut an ihm nörgelt, schießt er mit seinem Revolver in eine Torte und flieht abermals. Jahre später wiederholt sich das Ganze, Isidor gibt seine Familie endgültig auf und stimmt der Scheidung zu, damit Frau und Kinder in den Konventionen leben können. In der Fassung für Julika sind die Pistolenschüsse durch Stigmata (entnommen einem Traum von White) ersetzt, die Isidor vorzeigt. Aus aktiver Tatkraft ist passives Dulden geworden. Die Geschichte soll Julika als Warnung dienen, wohin ihr Festhalten an den alten Verhaltensmustern ihn treiben könnte, wird von ihr aber nicht beachtet, und sie übernimmt im weiteren Verlauf immer mehr die tadelnden Fragen, vor denen Isidor geflüchtet ist.
Die Erzählung Rip Van Winkle, im Original von Washington Irving, hat laut Peter Gontrum „auf Frischs Phantasie auch in anderen Werken als Stiller einen großen Eindruck gemacht“, siehe dazu Das Rip-van-Winkle-Thema in Frischs Werk. Hans Mayer benannte sie als „eine der Keimzellen des Stiller-Romans“. White erzählt sie seinem Anwalt als „amerikanisches Märchen“ nach einer Bearbeitung von Sven Hedin. Dass Rip symbolisch mit Stiller gleichzusetzen ist, folgt schon aus der früheren Bearbeitung des Stiller-Stoffs im Hörspiel Rip van Winkle, in dem sich Stillers Vorgänger Anatol Wadel den Namen Rip van Winkle gibt. Frischs Bearbeitung des Stoffes macht aus der Sage eine zeitlose Geschichte in zeitloser Umgebung und legt den Fokus stärker auf den inneren statt den äußeren Wandel. Trotz eines veränderten Schlusses bleibt die Grundstruktur – Flucht von zu Hause, Kegelgesellschaft, zwanzigjähriger Schlaf und Heimkehr – gleich. Rip wie Stiller wagen nach einem misslungenen Leben einen Neuanfang, indem sie sich eine neue Identität geben. Doch während der gewandelte Rip in einer gewandelten Umgebung ein Leben als „Fremdling in fremder Welt“ leben kann, bleibt dies Stiller in einer unveränderten Schweiz versagt.

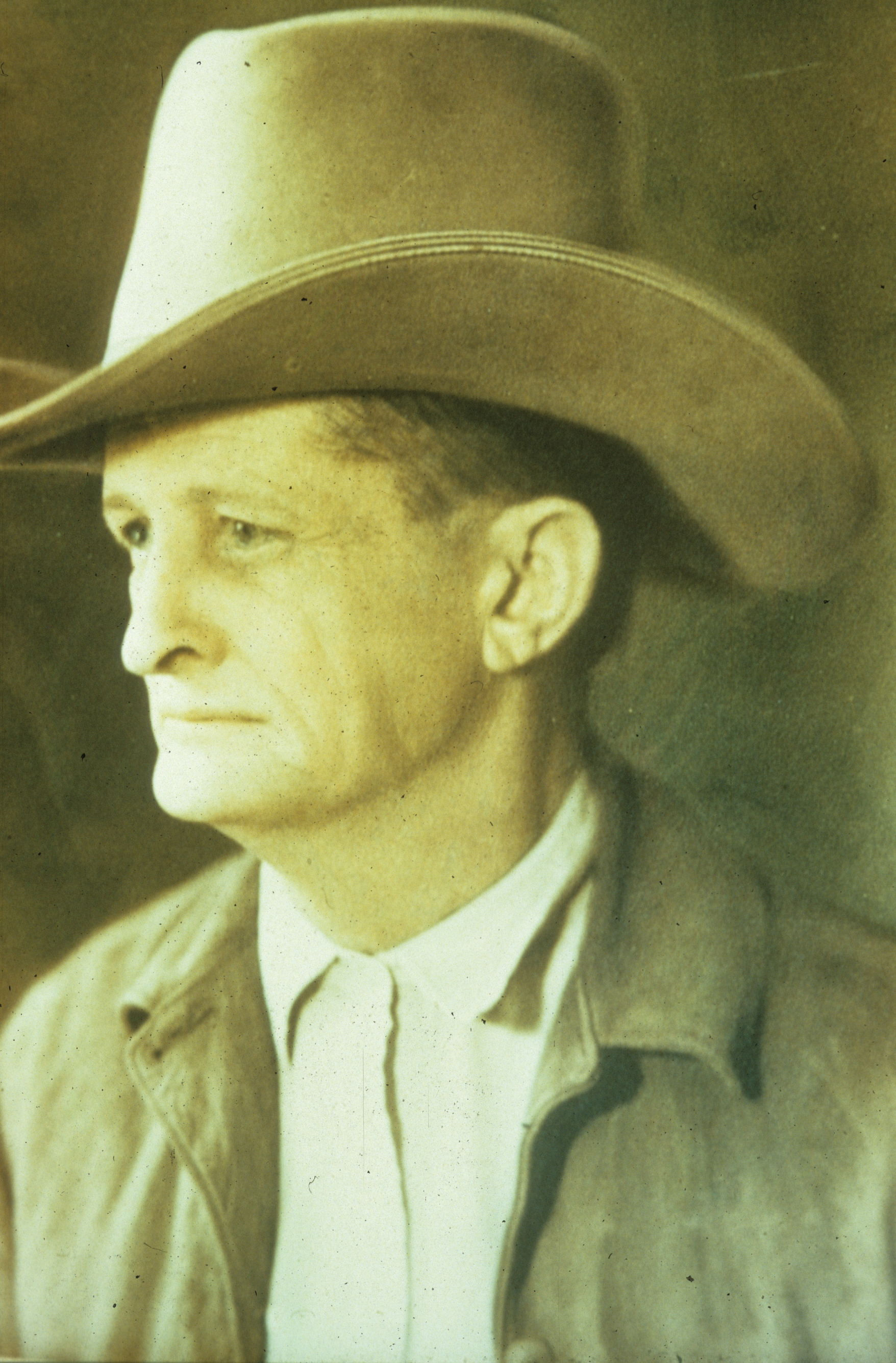
James Larkin White, Erforscher der Höhlen des Carlsbad-Caverns-Nationalparks

Die Höhlengeschichte erzählt White seinem nach Abenteuergeschichten dürstenden Wärter Knobel. Als Cowboy in den USA entdeckt er eines Tages eine Tropfsteinhöhle, die er mit seinem besten Freund – beide heißen Jim – erforschen will. Dieser rutscht aus und bricht sich ein Bein, White verletzt sich ebenfalls. Unfähig, gemeinsam wieder aus der Höhle aufzusteigen, kommt es zwischen ihnen zu einem Kampf auf Leben und Tod. Als White sich mit einem Denkmal für den Sieger brüstet, stellt Knobel seine Identität erstmals infrage. Darauf antwortet White: „Aber was ich selber erlebt habe, sehen Sie, das war genau das gleiche – genau.“ Dies bezieht Sybille Heidenreich auf Stillers eigenen Kampf gegen den Tod bei seinem Selbstmordversuch. Tatsächlich geht die Geschichte auf einen texanischen Cowboy zurück, der um die Jahrhundertwende in New Mexico eine Höhle entdeckt hatte und dessen Namen James Larkin White Frisch für den Roman übernahm. In seiner Version spaltet er den historischen White in zwei Figuren auf, „Jim und Jim“, so dass Hans Bänziger fragt: „Tötet Mr. White Stiller, oder umgekehrt? Jedenfalls ist ein Doppelgänger umgebracht worden.“ Gunda Lusser-Mertelsmann deutet die Höhlengeschichte nach C. G. Jung psychoanalytisch und findet darin die „Symbolik einer psychologischen Wiedergeburt, einer geistigen Erneuerung“. Dabei symbolisiere die Höhle „die Vertiefung in sich selbst, aus welcher das Individuum als neuer Mensch hervorgeht.“
Neben diesen drei großen Geschichten erzählt White im Stiller noch eine Handvoll kleinerer Geschichten, die ebenfalls parabelhaft Teile seiner Persönlichkeit spiegeln. In der Geschichte um die Katze Little Grey kommt Stillers Schuld gegenüber Julika zum Ausdruck. In der Geschichte um die Mulattin Florence drückt sich die Sehnsucht aus, anders zu sein, als man geboren wurde. Die Geschichte um den sterbenden Stiefvater in der Bowery in New York ist ein weiteres Gleichnis für Stillers Schuld. Schließlich ist die Geschichte vom Spanischen Bürgerkrieg Ausgangspunkt für Stillers Urangst von Versagen und Ungenügen. Auch seine Träume sind bedeutungstragend. Im Tagebuch 1946–1949 formulierte Frisch: „Unser Bewußtsein als das brechende Prisma, das unser Leben in ein Nacheinander zerlegt, und der Traum als die andere Linse, die es wieder in sein Urganzes sammelt“. In seinen Träumen sieht Stiller Julika als stigmatisiertes Opfer, aber auch als Verräterin. Sowohl in den symbolhaften Erzählungen wie in seinen Träumen, versucht Stiller in Gleichnissen auszudrücken, wofür er keine Sprache findet: die Probleme der Identität, der Existenz und der Lebensangst.

### Schweiz
Für Walter Schmitz ist Stiller „ein eminent schweizerischer Roman“, was schon die unterschiedliche Rezeptionsgeschichte in der Schweiz und im restlichen deutschsprachigen Raum belege (siehe den Abschnitt Wirkungsgeschichte). Es handle sich um den Roman eines „Inlandsemigranten“, einen „Heimatroman ohne Heimat“, in dem Frisch modellhaft seine Erfahrungen als Heimkehrer darstelle, der seine Position zwischen dem Konflikt mit den Züricher Kulturinstitutionen und einer Anpassung an den bundesdeutschen Kulturmarkt zu klären versuche. An seinen „poetischen Doppelgänger“ Stiller delegiere Frisch seine eigene langjährige idealistische Auseinandersetzung mit seinem Heimatland, in der er häufig private mit gesellschaftlichen Problemen verwechselt habe. Wie die Schweiz ist auch Stiller „provinziell […], nämlich geschichtslos“ und stehe vor dem Dilemma, „wie die absolute Isolation mit der tiefsten Kontinuität identisch“ (Søren Kierkegaard, aus dem Motto des Romans) sein könne. Am Ende werden die Schweiz und ihr Kritiker sarkastisch miteinander versöhnt: Stiller zieht in ein „Schwyzerhüsli“, das er als „Haus unseres Lebens“ bezeichnet.
Sonja Rüegg beschreibt den Grundkonflikt des Romans als den eines Individuums und einer Gesellschaft, konkret der Schweizer Gesellschaft. Das Individuum habe eine Verwandlung erfahren, durch die es meint, ein anderer geworden zu sein und nicht länger mit der von der Gesellschaft akzeptierten Persönlichkeit, mit der erzwungenen „Rolle“ identisch zu sein. Whites eigene Veränderung stärkt den Glauben an die Veränderbarkeit der Gesellschaft und stellt damit die herrschende Ordnung in Frage. Die Gesellschaft (vertreten durch einzelne Individuen) beharrt auf der Unveränderbarkeit ihrer Ordnung und ihres Leitbildes. White bleibt ein Gefangener der Schweiz, solange er oder die Gesellschaft nicht von ihrer Position abrücken.
Rüegg ordnet die Figuren des Stückes Schweizer Stereotypen zu. In Stillers Anwalt Bohnenblust sieht White den typischen Schweizer, der mehr deren Verteidiger ist als der seines Mandanten. Er ist dem Leitbild Schweiz verhaftet und hinterfragt nicht deren Normen, sondern sieht sie, ohne Widerspruch zu dulden, als „ideales Land“. Whites Schweiz-Kritik kränkt ihn persönlich, da sie an den Grundfesten seines Selbstbildes als Schweizer rüttelt. Stillers Freund, der Architekt Sturzenegger, ist grundsätzlich zugänglicher, aber ein Opportunist, der sich zum eigenen Vorteil anpasst. Auf Whites Schweiz-Kritik reagiert er mit jovialer Herablassung. Rolf ist der Bildungsbürger, der in die Gesellschaft integriert ist und die Schuld am Konflikt zwischen Individuum und Gesellschaft ausschließlich dem Individuum anlastet. Whites Schweiz-Kritik entschärft er, um sich nicht näher damit auseinandersetzen zu müssen. Sibylle ist eine Vertreterin des Bürgertums. Sie ist fasziniert von Stillers Andersartigkeit (gegenüber ihrem Gatten), ohne jedoch Interesse für seine Ansichten oder seine Kunst zu entwickeln. Von Whites Schweiz-Kritik fühlt sie sich nicht betroffen und moniert ausschließlich ihren Ton. Der Gefängniswärter Knobel ist der Kleinbürger, der sich Autoritäten jederzeit unterordnet. Die Freunde Stillers haben sich – mit Ausnahme eines Kommunisten – konservativen Werten zugewandt.

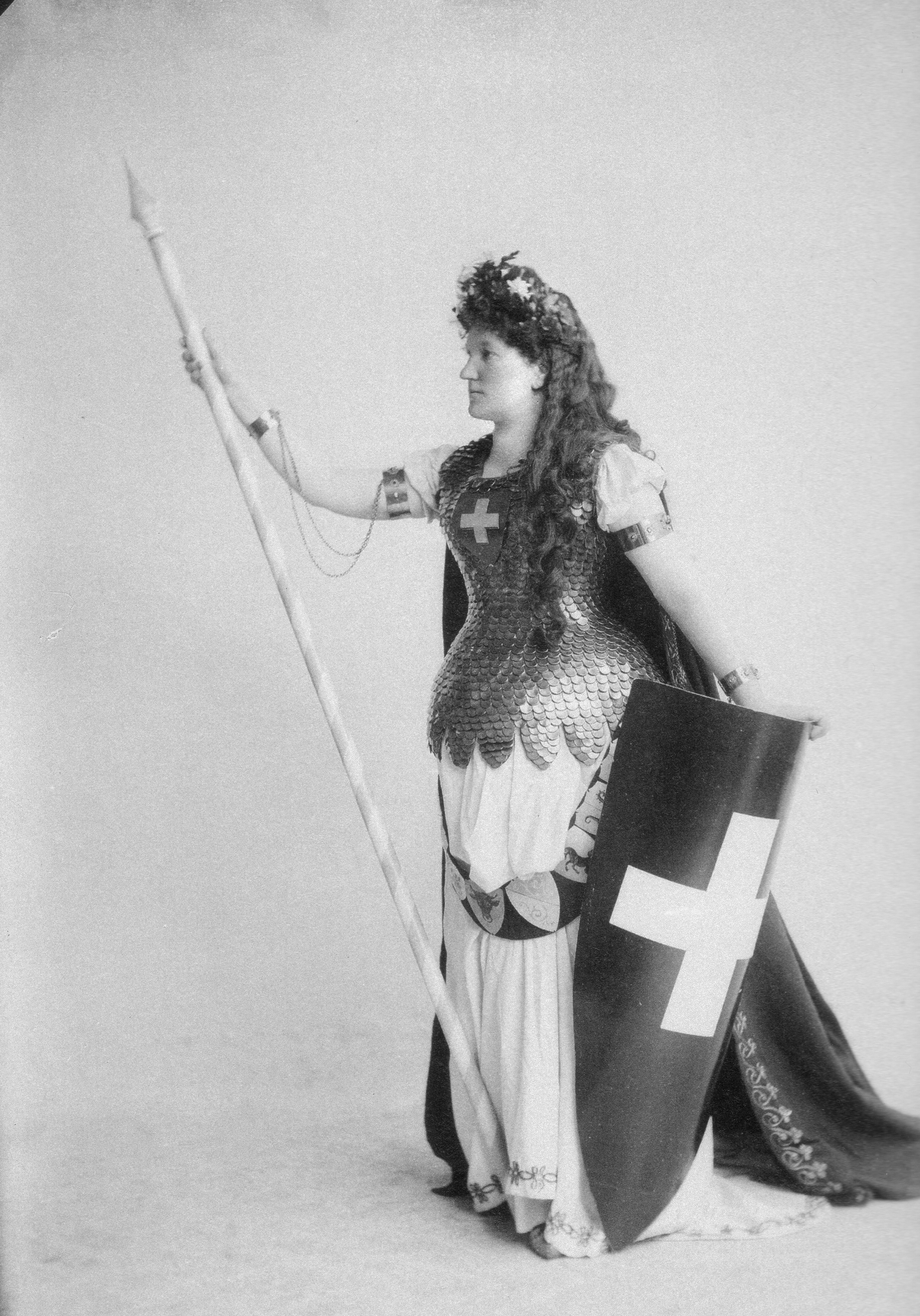
Johannes Meiner: Frau Buck als Helvetia (Fotografie, 1896)

Julika hingegen identifiziert Rüegg mit der Schweiz selbst, quasi als Helvetia, die häufig als unnahbare Jungfrau dargestellt wird. White sieht bei beiden eine Diskrepanz zwischen der äußeren Schönheit und den inneren Werten. Sein Zukunftsbild für die Schweiz, wie er es in der Diskussion mit Sturzenegger äußert, korrespondiert mit der Hoffnung auf eine erweckte und aus der Beharrung auf die Vergangenheit erlöste Julika. Am Ende scheitert beides, White gibt die Hoffnung auf eine Veränderung der Schweizer Gesellschaft auf, bekennt sich zu seiner Rolle als Stiller und als Schweizer, und scheitert schließlich auch daran, Julika wie Dornröschen zu erwecken. Frisch selbst hingegen hatte seine Hoffnung auf eine „Erweckung“ und Veränderung der Schweiz noch nicht aufgegeben. Seine Überzeugung hat er dem Roman in Whites Worten eingeschrieben: „Die Geschichte wird nicht stehenbleiben, auch wenn die Schweizer es noch so wünschen.“ Zwei Monate nach dem Roman Stiller veröffentlichte er die Streitschrift achtung: Die Schweiz.

## Einflüsse
Im Stiller sind eine Fülle von intertextuellen Verweisen zu finden. Mehrfach wird auf Whites Lektüre der Bibel verwiesen, der Motive aus der Passionsgeschichte und das Bildnisverbot entnommen sind. Prominent vorangestellt sind dem Roman zwei Motti aus der Schrift Entweder – Oder von Søren Kierkegaard. Diverse Untersuchungen sehen Frischs Roman „von Kierkegaards Gedankengut durchdrungen“. Helmut Naumann hält dem entgegen, dass Frisch Kierkegaard nicht im Original gekannt habe. Er habe zwar eine Verwandtschaft zu seinem Denken entdeckt, sich manchen von Kierkegaards Begriffen angenähert, bei anderen – etwa der „Wiederholung“ – auf eigenen Sichtweisen beharrt. Auch seine Romanfiguren Stiller und Rolf geben offen zu, dass sie Kierkegaard nicht völlig begreifen.
Neben Kierkegaard wird immer wieder auch auf den Einfluss C. G. Jungs verwiesen. Frisch hörte während seines Architekturstudiums eine Vorlesung Jungs zur Psychologie des Unbewussten. Im Stiller lassen sich viele der eingestreuten Geschichten, so besonders die Höhlengeschichte, tiefenpsychologisch deuten. Laut Walter Schmitz zitiert Frisch im Stiller die „vorgeschriebenen Stationen eines Individuationsprozesses im Sinne der Jungschen Lehre“. Ähnlich wie bei Jung ist es auch bei Ludwig Klages kein einzelnes Werk, sondern dessen gesamte Anschauung, die in Zürich zur Zeit Frischs allgemein präsent war. So findet man bei Klages eine Gegenüberstellung von „Ding“ und „Bild“, die Frischs Bildnisproblematik verwandt ist (wenn auch Klages den Begriff „Bild“ genau umgekehrt verwendet hat). Durchgängig lässt sich in Frischs Werk auch ein Einfluss Albin Zollingers (in einer lyrischen Grundhaltung und der Erzählform eines Mosaiks) sowie Bertolt Brechts (Brechung der Illusion, Verfremdungseffekte) nachweisen.
Wiederholt wurden auch einzelne Werke der Weltliteratur als Folie für Stiller untersucht. So liest Wulf Köpke den Roman als Parodie auf Thomas Manns Zauberberg. Vor allem die Darstellung des Sanatoriums in Davos ist vor dem Hintergrund von Manns Vorbild zu verstehen, worauf Frisch im Roman einen expliziten Hinweis gibt: „Gestern in Davos. Es ist genau so, wie Thomas Mann es beschrieben hat.“ Alois Wierlacher deutet Stiller als Parodie auf Goethes Werther. Hans Bänziger vergleicht Stiller mit Harry Haller aus Hermann Hesses Steppenwolf: „Zwei Fremdlinge innerhalb der bürgerlichen Welt“. Beatrice von Matt bezieht den Stiller auf Pirandellos Roman Mattia Pascal. In beiden Fällen versuchen die Ich-Erzähler vergeblich, sich durch die Annahme einer neuen Identität von ihrem bisherigen Leben zu befreien.
Frisch bestritt allerdings den direkten Einfluss vieler genannter Werke, die er zum Zeitpunkt der Niederschrift des Stillers nicht einmal gelesen habe, allerdings könnten ihre Motive über die Umwege des Hörensagens in sein Werk eingeflossen sein. Konkret behauptete er etwa, von Thomas Mann wenig, den Zauberberg gar nicht gelesen zu haben „und trotzdem sind Spuren solcher Nicht-Lektüre kaum zu leugnen“. Andere Schriftsteller mit einem Einfluss auf die Thematik – er nennt Georg Büchner, Gottfried Keller, Robert Walser, Franz Kafka, August Strindberg, Leo Tolstoi – habe er zwar intensiv gelesen, aber während der Arbeit bewusst verdrängt, um Spielraum fürs eigene Schreiben zu schaffen. Für Paola Albarella liegt Frischs Arbeitsweise gerade darin, keinen speziellen Text als Hypotext zu verwenden, sondern intertextuell mit einem breit gefächerten kulturellen Hintergrund zu spielen, aus dem ganz unterschiedlichen Schattentexte hervortreten. In diesem Sinne benennt auch Hans Mayer als eigentliches Thema des Romans: „Leben und Literatur im Zeitalter der Reproduktion.“

## Vorläufer in Frischs Werk
Vor Stiller veröffentlichte Frisch bereits zwei Romane, die gegenüber seinen Hauptwerken nur noch wenig beachtet werden: Jürg Reinhart. Eine sommerliche Schicksalsfahrt (1934) und J’adore ce qui me brûle oder Die Schwierigen (1944, 1957 mit einer Umstellung des Titels überarbeitet). Beide kreisen um dieselbe Hauptfigur, Jürg Reinhart, und beide thematisieren (mit unterschiedlicher Antwort) die Kernfrage des jungen Frischs, ob und wie Künstlertum mit einer bürgerlichen Existenz zu vereinbaren wäre. In gewisser Weise kann Stiller als Fortsetzung dieser Reihe verstanden, seine Hauptperson mit Reinhart gleichgesetzt werden. Neben der vordergründigen Eheproblematik in Die Schwierigen und Stiller lassen sich diverse Verbindungen in den Romanen finden, von der Bedeutung der Bildnisse, der Lossagung von der Künstlerexistenz samt Zerstörung der Kunstwerke, dem Atelierbesuch der Geliebten, beider Abtreibungen, einem Schuss, der nicht losgeht, bis zum versuchten oder vollzogenen Selbstmord beider Hauptfiguren. Lyrische Passagen sind zum Teil wörtlich übernommen worden, darunter auch der Schlüsselsatz: „alles wiederholt sich, nichts kehrt uns wieder“.
Im Tagebuch 1946–1949 formulierte Frisch etliche Gedanken, die er in sein späteres Werk, darunter auch den Stiller, übernahm. Im Besonderen kann aber eine Skizze betitelte Erzählung, die nahezu am Schluss des Tagebuchs steht, als Vorstufe des Romans verstanden werden. Der Rechtsanwalt Heinrich Gottlieb Schinz, ein geachtetes Mitglied der Gesellschaft, hat eines Tages auf einem Waldspaziergang ein Erlebnis, das ihn zum Ausbruch aus seinem bisherigen Leben veranlasst. Schinz verlässt das Land, verliert seine Papiere, lebt unter fremden Namen und verkommt immer mehr. Bei seiner Rückkehr wird er festgenommen, verhört und schließlich verurteilt. Nach der Vollstreckung des Urteils lebt er äußerlich als Teil der Gesellschaft weiter, doch ist er verstummt. Von vielen Details abgesehen (Schinz ist ein Bürger, Stiller ein ohnehin am Rand der Gesellschaft stehender Künstler, Schinz ist ein Opfer staatlicher Willkür, Stiller gerade eines der staatlichen Korrektheit, Schinz wird am Ende hingerichtet, wenn auch nur in seinen Träumen, Stiller freigelassen) sind die Skizze und Stiller zwei Ausgestaltungen desselben Themas, auch in ihrem Einsatz tiefenpsychologischer Symbole greifen sie auf denselben Fundus zurück, thematisieren die Erkundung des Unbewussten.
In einem engen zeitlichen und inhaltlichen Zusammenhang zu Stiller steht die Komödie Don Juan oder Die Liebe zur Geometrie, die im Mai 1953 uraufgeführt wurde. Beide Werke speisen sich aus einem Spanienbesuch Frischs im Jahr 1950, den er im Text Spanien – Im ersten Eindruck festhielt. Beide Werke handeln von Selbstwahl, Selbstannahme und aufgezwungener Rolle. In beiden Werken ist der Konflikt unauflösbar, ein „Riß durch das Dasein“ lässt den Menschen nicht zu sich kommen. Don Juan treibt die Problematik ins Komödiantische, die Komik liegt in den unerfüllten Rollenerwartungen des Zuschauers aufgrund des Namens Don Juan. Doch statt der Rolle des Liebhabers, des Helden und Frauenhelden, später des Totschlägers und des Vaters zu genügen, möchte der Protagonist nur eines: reine Geometrie betreiben. Walter Schmitz bringt eine weitere Inkarnation Spaniens ins Spiel: Stiller sei als „Schweizer Don Quijote“ der „moderne Antityp“ des Don Juan. Beide Protagonisten betrügen sich oder werden betrogen im Wunsch, sich selbst zu verwirklichen.
Aus dem Material für den Roman Stiller gestaltete Frisch 1953 erst das Hörspiel Rip van Winkle, siehe dazu auch den Abschnitt Entstehungs- und Veröffentlichungsgeschichte. Es enthält schon die Grundform des Romans, die Festnahme auf dem Bahnhof sowie Teile des ersten und siebten Tagebuchhefts. Stiller heißt hier noch Anatol Wadel, statt als White tritt er zuerst ohne Namen auf, später nennt er sich Rip van Winkle (nach der gleichnamigen Erzählung von Washington Irving). Auch andere Figuren tragen noch abweichende Namen, der verständnisvolle Staatsanwalt bleibt namenlos, seine Frau und ihre Beziehung zu beiden ist nicht vorhanden. In der Gattung des Hörspiels musste Frisch auf die epische Breite des Romans verzichten, die Handlung wird kompakter, auch eindeutiger und mit weniger Ironie dargestellt. Manche Elemente des Hörspiels sind in der Romanfassung entfallen, zum Beispiel Wadels Hungerstreik, andere sind der Tagebuchform zum Opfer gefallen, die eine Einheit des Raumes erzwingt. Der Schluss des Hörspiels, Wadel erwürgt seine Gattin nach der Urteilsverkündung beinahe, ist im Roman nur noch ein innerlicher Impuls. Zu klare Ausdeutungen, insbesondere der Identität des Festgenommenen mit dem Verschollenen, hat Frisch gestrichen, was seine Absicht aufzeigt, den Roman zu verschlüsseln und den Leser raten zu lassen. Sein verfeinerter Stil und der stärkere Einsatz von Ironie sorgen für mehr Uneindeutigkeit, als wolle Frisch vermeiden, dass der Roman zu einfach ausgedeutet werden kann.

## Entstehungs- und Veröffentlichungsgeschichte

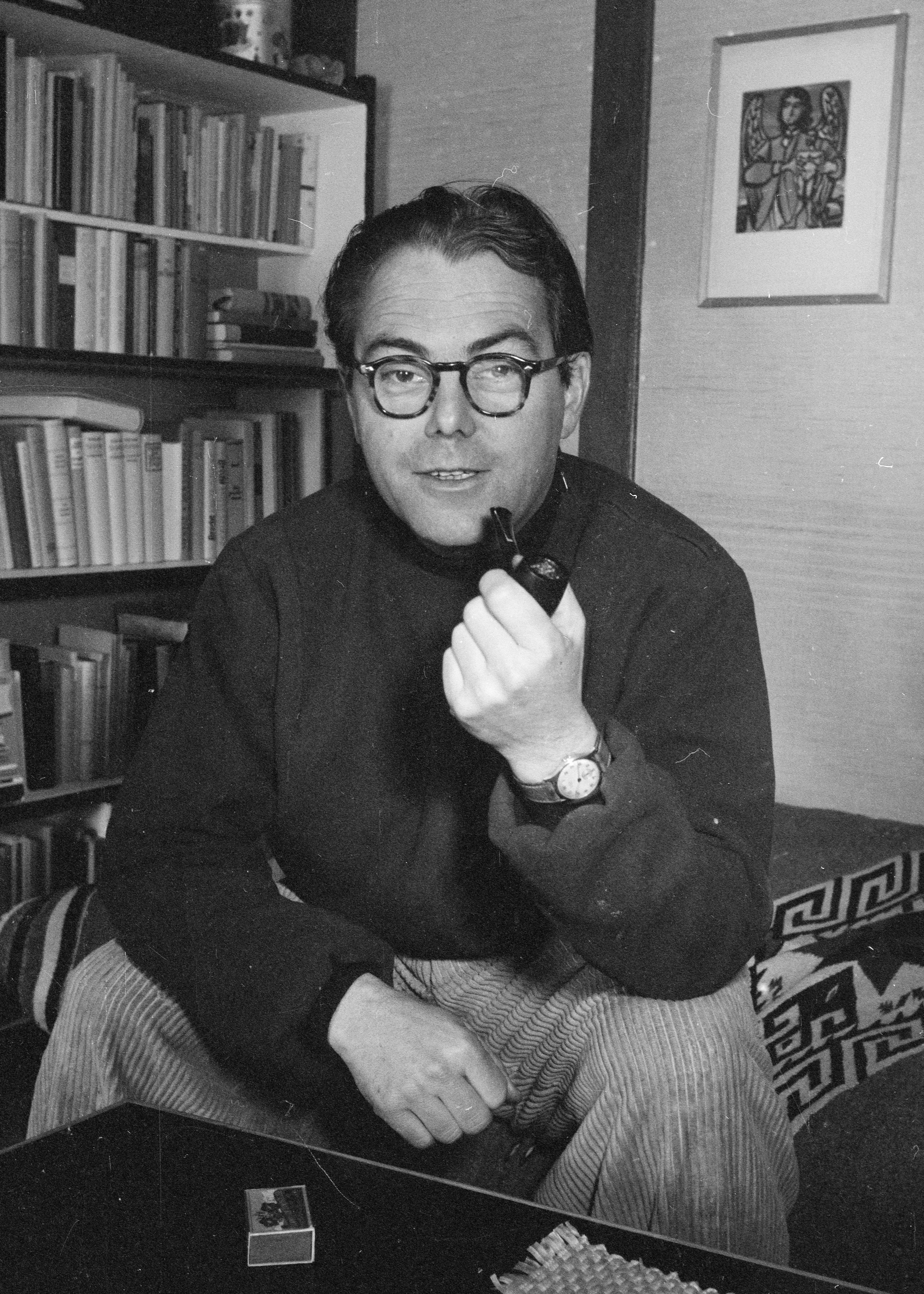
Max Frisch, 1955

Ein Stipendium der Rockefeller-Stiftung ermöglichte Frisch ab April 1951 einen einjährigen Amerikaaufenthalt, der sich für sein weiteres Werk, insbesondere die Romane Stiller und Homo faber, als prägend erwies. Frisch bereiste New York, Chicago, San Francisco, Los Angeles und Mexiko und hatte die Arbeit an einem Roman unter dem Titel Was macht ihr mit der Liebe? geplant, einer frühen Vorstufe zu Stiller. Frisch kommentierte rückblickend: „Ich war ein Jahr in Amerika, und da ich ein Stipendium hatte, meinte ich fleißig sein zu müssen. Ich schrieb sechshundert Seiten, die mißlangen.“ Er legte den Roman beiseite und schrieb stattdessen im Winter und Frühjahr 1952 die Komödie Don Juan oder Die Liebe zur Geometrie.
Im unvollendeten Manuskript fanden sich schon die Beziehung zwischen Stiller und Sibylle, die Höhlengeschichte und viele Reiseaufzeichnungen, die zum Teil in Feuilletons veröffentlicht wurden. Doch Frisch urteilte: „Entscheidend ist, daß die Stiller-Idee (daß er diese Aufzeichnungen schreibt, so wie es jetzt ist) noch nicht da war; es gab eigentlich nur Material ohne den Sinn des Buches.“ Am Beispiel der Höhlengeschichte beschrieb Frisch, wie er einen eigenen Besuch des Carlsbad-Caverns-Nationalparks zu einer Erzählung dramatisierte. Später brauchte er für den Roman eine Geschichte, die Stiller seinem Wärter erzählt, also griff er auf die Höhlengeschichte zurück. Er ging sogar so weit, dass er während des Schreibens des Buches gar nicht von dessen Thematik ausging, sondern vom Erzählmaterial und eher zufällig auf das Handlungsgerüst kam, mittels dessen dieses aufgereiht werden konnte: „Erst als das Buch gedruckt war und von der ‚Identität‘ die Rede war, kam mir das Wort, das im Buch ja nirgends steht, in den Sinn.“ So habe er nicht Wissen zur Thematik verarbeitet, sondern sei von der eigenen Erfahrung ausgegangen: „Das heißt, ich schreibe um zu bestehen; ich schreibe, um mir klar zu werden; ich schreibe, um mich auszudrücken“. Sein Impuls sei „der Spieltrieb und die Notwehr, also die Gespenster zu bannen an der Wand.“
Erst im August 1953 sprach Frisch gegenüber Peter Suhrkamp davon, dass er die Arbeit am Roman Stiller wieder aufgenommen habe: „es ist das Thema, das mich seit langer Zeit immer wieder beschäftigt, aber es hat sich verwandelt, es sind Stufen hinzugekommen.“ Frisch muss die Arbeit schon Anfang 1953 wieder begonnen haben, doch zuerst machte er aus dem Stoff das Hörspiel Rip van Winkle, das im Juni 1953 urgesendet wurde. Das erste Manuskript des Romans stellte Frisch im März und April 1954 in einer sechswöchigen Arbeitsklausur in Montreux fertig. Anschließend überarbeitete er noch einige Stellen, so insbesondere den Epilog, den er im Juni des Jahres in einer weiteren Klausur in Oberiberg neu schrieb. Durchgängig unverändert blieb der letzte Satz des Romans, ein Zitat von Georg Büchners Lenz. Den berühmten ersten Satz „Ich bin nicht Stiller“ fügte er hingegen erst in der Korrektur der Druckfahnen ein. Im Herbst 1954 erschienen erste Vorabdrucke des Romans, im Oktober brachte der Suhrkamp Verlag das Buch heraus. Das noch unkorrigierte Typoskript, das Frisch an den Verlag schickte, ist im Literaturmuseum der Moderne in einer Dauerausstellung zu sehen.
In der DDR war 1962 eine Veröffentlichung des Stillers – als erstes von Frischs Werken – im Verlag Volk und Welt geplant. Nach vielen Diskussionen legte jedoch die Ideologische Kommission beim Zentralkomitee unter der Leitung Kurt Hagers ihr Veto ein und verbot das Erscheinen ohne explizite Begründung. Die zuvor diskutierten Kritikpunkte reichten von den Motti Kierkegaards, der existenziellen Thematik, dem Spiel der Möglichkeiten (im Widerspruch zum Sozialistischen Realismus), Stillers Unfähigkeit im Spanischen Bürgerkrieg auf Faschisten zu schießen, der negativen Darstellung von Kommunisten als „beschränkt, stur und dogmatisch“, der angedeuteten sowjetischen Beteiligung an der Ermordung Willi Münzenbergs bis zum geplanten Nachwort des unbequemen Hans Mayer. Nach dem Verbot konnte Frisch in der DDR nur mit Vorsicht veröffentlicht werden. Stiller erschien nach anderen vorgezogenen Werken erst im Jahr 1975.

## Wirkungsgeschichte
Eine Untersuchung von 37 zeitgenössischen Rezensionen (zwischen Oktober 1954 und Mitte 1956 erschienen) kommt zum Schluss, dass das Lob in der Presse der Bundesrepublik nahezu einhellig war (64 % sehr positiv, 24 % eingeschränkt positiv), während in der Schweiz Ablehnung vorherrschte (75 % negativ, 25 % eingeschränkt positiv). Drei Viertel der Schweizer Kritiken begründen ihre Wertung mit dem Charakter der Titelfigur. Insbesondere lässt sich auch ein Zusammenhang mit der Schweizkritik Stillers feststellen. Während sich die deutschen Kritiker über diese amüsierten, reagierten Schweizer Kritiker mit Verärgerung. So stellte etwa Hans Trümpy seiner Rezension in den Glarner Nachrichten das Bekenntnis voran: „Wer mir die Schweiz verschimpft, hat es verspielt bei mir“.
Beispielhafte Lobeshymnen in der deutschen Presse stammen von Rino Sander in der Welt („Endlich wieder ein großer Roman in deutscher Sprache“), Rudolf Goldschmitt in der Stuttgarter Zeitung („wo man von den Errungenschaften der modernen Erzählkunst spricht, wird man außer Proust und Joyce, außer Mann und Musil … auch den Stiller nennen müssen“), Thilo Koch in der Zeit (Frischs „erstes Meisterwerk“), Friedrich Luft in der Neuen Zeitung („ebenso anregend, wie augenöffnend, wie schön zu lesen“) und Franz Schonauer in der Deutschen Zeitung („Dieser Roman ist ein großes Werk, groß, weil das moderne Bewußtsein sprachlich hier seinen Ausdruck gefunden hat“).
Stiller war für Frisch der Durchbruch als Schriftsteller. Es war sein erstes Buch, das über die Jahre hinweg eine Millionenauflage erreichte, wurde in zahlreiche Sprachen übersetzt und legte den Grundstein für Frischs literarische Weltgeltung. Das Werk wurde 1954/55 mit dem Schillerpreis der Schweizerischen Schillerstiftung und dem Wilhelm-Raabe-Preis der Stadt Braunschweig ausgezeichnet, auch wenn es um letzteren Auseinandersetzungen hinter den Kulissen gab. Jurymitglied Karl Hoppe kritisierte das Buch als „ganz billiges Werk“. Eduard Justi, sein Rektor an der TH Braunschweig, reichte einen offiziellen Einspruch ein, der sich auf ein Urteil Hermann Pongs’ stützte, nach dem in zwei Jahren niemand mehr über den Stiller sprechen sollte, dessen Protagonist den „Starrsinn eines Zwangsneurotikers“ besäße und Ressentiments gegenüber seiner Heimat äußere. Drei Jahre später erhielt Frisch als erster Ausländer den Georg-Büchner-Preis.
Für Frisch brachte der große Erfolg des Buches auch finanzielle Sicherheit mit sich. Er vollzog den Schritt, mit dem er seit Beginn seiner schriftstellerischen Tätigkeit gerungen hatte: Er gab seine bürgerliche Existenz vollkommen auf, verkaufte sein Architekturbüro, verließ seine Frau Gertrud Frisch-von Meyenburg und die gemeinsamen Kinder und zog nach Männedorf in eine eigene Wohnung, in der er sich fortan ausschließlich dem Schreiben widmen wollte.
Nicht nur für den Autor, auch für den noch jungen Suhrkamp Verlag war Stiller das erste Buch, das eine Millionenauflage erreichte (eingerechnet Taschenbuch- und Buchclub-Ausgaben). Aus Anlass des fünfzigsten Jubiläums der Erstausgabe veröffentlichte der Suhrkamp Verlag im September 2004 eine Ausgabe, deren Aussehen an das der Originalausgabe 1954 angelehnt war. Stiller wurde in die Zeit-Bibliothek der 100 Bücher aufgenommen. Das Buch gehört zu den „Klassikern der Schullektüre“.
Auch mit zeitlichem Abstand hielt Marcel Reich-Ranicki Stiller im Jahr 2005 für „lesenswert“. Volker Hage empfiehlt, den Roman „möglichst unbefangen zu lesen“, um darin andere Dinge zu entdecken als in den vielen kursierenden Deutungen. Für Jochen Hieber bleibt der „Tribut […] an die Zeit“ (etwa der Wortreichtum und die Verklemmtheit bezogen auf die Geschlechterrollen) gering, der Roman habe sich „in die Sphäre literarischer Zeitlosigkeit gerettet“. Bezogen auf Friedrich Dürrenmatts Diktum, Frisch habe „seinen Fall zur Welt“ gemacht, urteilt er: „Jeder Leser, dem sein eigener Fall eine Welt ist, wird sich in ‚Stiller‘ wiederfinden. Das war vor dreiunddreißig Jahren nicht anders, als es heute ist.“ Anders sieht es Roman Bucheli, der die Grundproblematik der Unmöglichkeit eines authentischen Lebens für vergleichsweise „schlicht“ und gegenüber den 1950er Jahren in Neuigkeitswert und Dringlichkeit für überholt hält. Der Roman ist für ihn insgesamt zu sehr „auf dem Reißbrett entworfen“.
Frischs Stiller hat auch andere Autoren beeinflusst. So ist etwa die Ausgangslage der Spionagegeschichte Das Verhör des Harry Wind (1962) von Walter Matthias Diggelmann identisch, in Aber den Kirschbaum, den gibt es (1975) desselben Autors wird das Ausweichen in Fiktion zum Mittel der Selbstfindung. Mario Szenessy nimmt in Verwandlungskünste (1967) und Lauter falsche Pässe (1971) Bezug auf Stiller (im ersten Roman ganz explizit auf die Höhlengeschichte). Noch 1998, als die Schweiz als Gastland der Frankfurter Buchmesse vorgestellt wurde, vernahm Andreas Isenschmid in den Büchern einer jungen Schriftstellergeneration aus der Schweiz wie Ruth Schweikert, Daniel de Roulet, Silvio Huonder und Peter Stamm „einen merkwürdig vertrauten alten Ton, aus allen Richtungen klingen und oft fast Seite für Seite seltsame Echos auf den Stiller von Max Frisch“.

## Adaptionen
Stiller wurde mehrfach für die Bühne adaptiert, so 2004 von Andrea Schwieter unter der Regie von Lars-Ole Walburg am Theater Basel, 2010 von Heike M. Goetze und Simon Helbling am Schauspielhaus Zürich, 2013 von Andreas Karlaganis, Tina Lanik und Mervyn Millar mit der Handspring Puppet Company am Residenztheater München, 2016 von Reto Finger in der Regie von Eric de Vroedt am Schauspielhaus Bochum und 2023 von Deborah Epstein am Theater Orchester Biel Solothurn.
Im Jahr 2005 las Ulrich Matthes eine gekürzte Hörbuchfassung des Romans ein. 2011 produzierte der Norddeutsche Rundfunk ein Hörspiel nach der Romanvorlage. Unter der Regie von Norbert Schaeffer sprachen Samuel Weiss (Stiller/White), Andreas Krämer (Bohnenblust), Hans Rudolf Twerenbold (Knobel), Michael Neuenschwander (Staatsanwalt), Karin Pfammatter (Julika) und Sybille Wahnschaffe (Sibylle).
Im November und Dezember 2023 fanden die Dreharbeiten für eine Kino-Koproduktion mit dem SRF und dem Bayerischen Rundfunk statt. Unter der Regie von Stefan Haupt spielen Albrecht Schuch (Stiller/White), Paula Beer (Julika), Max Simonischek (Staatsanwalt Rolf), Marie Leuenberger (Sibylle), Stefan Kurt (Pflichtverteidiger Bohnenblust) und Sven Schelker (junger Anatol Stiller). Der Film soll im vierten Quartal 2025 in die Kinos kommen.

## Ausgaben
- Max Frisch: Stiller. Suhrkamp, Frankfurt am Main 1954 (Erstausgabe).
- Max Frisch: Stiller. Suhrkamp, Frankfurt am Main 1973, ISBN 3-518-36605-X (Suhrkamp Taschenbuch).
- Max Frisch: Stiller. In: Gesammelte Werke in zeitlicher Folge. Dritter Band. Suhrkamp, Frankfurt am Main 1998, ISBN 3-518-06533-5, S. 359–780.
- Max Frisch: Stiller. Suhrkamp, Frankfurt am Main 2004, ISBN 3-518-41661-8 (in Ausstattung der Erstausgabe).